# 70周年記念グランプリ
70周年記念グランプリ（英: 70th Anniversary Grand Prix）は、2020年のF1世界選手権第5戦として、2020年8月9日にシルバーストン・サーキットで開催された。
正式名称は「Emirates Formula 1 70th Anniversary Grand Prix 2020」。

## レース前
新型コロナウイルス感染症の世界的流行による影響
新型コロナウイルス感染症の世界的流行によって開催延期や中止が相次ぎ、新たに発表された序盤8戦のスケジュールでレッドブル・リンクとシルバーストン・サーキットが2レース開催の対象となった。これに伴い、本レースはシルバーストンで最初のF1世界選手権レース（1950年イギリスグランプリ）が開催されてから70周年を迎える節目の年であることを記念して「70周年記念グランプリ」と名付けられた。
新型コロナウイルス感染症の検査で陽性となったことで前戦イギリスGPを欠場したレーシング・ポイントのセルジオ・ペレスは8月6日に隔離期間が終了した。再検査で陰性確認されれば本レースの出場が可能となるが、同日に行われた検査の結果陽性となったため、本レースも欠場する。
タイヤ
本レースでピレリが持ち込むドライ用タイヤのコンパウンドはハード（白）：C2、ミディアム（黄）：C3、ソフト（赤）：C4の組み合わせで、同じサーキットで行われた前戦イギリスGPとは異なるセットとした。
レーシング・ポイントのコンストラクターズポイント剥奪
ルノーは第2戦シュタイアーマルクGPから前戦イギリスGPの3戦において、レーシング・ポイント RP20のブレーキダクトがメルセデスの前年のマシンW10と酷似しており、ブレーキダクトが各チーム自身で設計することを義務付けられた「リステッドパーツ」であるため規則違反である旨の抗議を行っていたが、8月7日にスチュワードがルノーの抗議を支持する裁定を下した。これにより、シュタイアーマルクGPでのペレスとランス・ストロールの各マシンに対して20万ユーロ（約2500万円）ずつの罰金とコンストラクターズポイント7.5点ずつの減点、ハンガリーGPとイギリスGPについてはチームに対して戒告処分が科された。この処分でレーシング・ポイントのコンストラクターズポイントは42点から27点に減ってコンストラクターズランキングは5位から6位に下がり、32点のルノーが5位に繰り上がった。ただし、技術的には合法とされたため、問題となっているブレーキダクトの使用は許可される。
その他
メルセデスは4月12日に亡くなったスターリング・モスに対する追悼の意を込め、W11のノーズ部分にモスがF1キャリアの大半で付けていた馬蹄のロゴが貼られた。モスは1955年にメルセデスの一員となり、同年のイギリスGPでF1初勝利を挙げている。

## エントリー
レーシング・ポイントはセルジオ・ペレスが引き続き欠場するため、前戦同様ニコ・ヒュルケンベルグがペレスの代走として起用される。アルファロメオはリザーブドライバーのロバート・クビサがアントニオ・ジョヴィナッツィに代わってFP1を走行する。

## フリー走行
FP1（金曜午前）
気温25度、路面温度34度、ドライコンディションで行われた。ホンダはセッション開始を前に、レッドブルの2台に2基目のパワーユニットを投入することにした。マックス・フェルスタッペンは全コンポーネント、アレクサンダー・アルボンは既に2基目を投入していたエナジーストア(ES)、コントロールエレクトロニクス(CE)を除く4コンポーネントが対象となる。タイヤの組み合わせが前戦イギリスGPに比べて1段階柔らかくなっていることから、イギリスGPで使用されていないソフトタイヤの「C4」のみで全車走行され、各車ともタイヤの摩耗の早さに苦労した。トップタイムはバルテリ・ボッタス（メルセデス）の1分26秒166。
FP2（金曜午後）

FP3（土曜午前）

## 予選
2020年8月8日 14:00 BST(UTC+1)
- 気温26度、路面温度43度、ドライコンディション[18]

バルテリ・ボッタス（メルセデス）がQ2までトップタイムを記録し、Q3の各車の最後のアタックでルイス・ハミルトンが暫定トップとなるが、ボッタスが最後の最後で逆転し、ポールポジションを獲得。ハミルトンにとっては連続ポールポジションを阻止された形となったが、メルセデスチームとしては、開幕からの連続ポールポジション獲得記録を伸ばし、前戦に続き、フロントローを独占。また、メルセデスの2台はセカンドローの3・4番手に対して1秒差をつけるなど、改めて速さを見せつけた。その3番手に代打のニコ・ヒュルケンベルグが入り、悲願の表彰台獲得に期待がかかった。メルセデスPU以外では最上位となったのは4番手マックス・フェルスタッペン（レッドブル）。ただ、フェルスタッペン以外はミディアムタイヤでQ2を突破したのに対し、彼だけハードタイヤでの突破に成功し、決勝でのレース戦略でメルセデス逆転に賭けた。
ペナルティ関連では、エステバン・オコン(ルノー)がジョージ・ラッセル（ウィリアムズ）のアタックラップを妨害してしまったため、3グリッド降格処分が命じられた

### 予選結果
| 順位                | No. | ドライバー                   | コンストラクター                   | Q1       | Q2       | Q3       | Grid |
| ------------------- | --- | ---------------------------- | ---------------------------------- | -------- | -------- | -------- | ---- |
| 1                   | 77  | バルテリ・ボッタス           | メルセデス                         | 1:26.738 | 1:25.785 | 1:25.154 | 1    |
| 2                   | 44  | ルイス・ハミルトン           | メルセデス                         | 1:26.818 | 1:26.266 | 1:25.217 | 2    |
| 3                   | 27  | ニコ・ヒュルケンベルグ       | レーシング・ポイント-BWTメルセデス | 1:27.279 | 1:26.261 | 1:26.082 | 3    |
| 4                   | 33  | マックス・フェルスタッペン   | レッドブル-ホンダ                  | 1:27.154 | 1:26.779 | 1:26.176 | 4    |
| 5                   | 3   | ダニエル・リカルド           | ルノー                             | 1:27.442 | 1:26.636 | 1:26.297 | 5    |
| 6                   | 18  | ランス・ストロール           | レーシング・ポイント-BWTメルセデス | 1:27.187 | 1:26.674 | 1:26.428 | 6    |
| 7                   | 10  | ピエール・ガスリー           | アルファタウリ-ホンダ              | 1:27.154 | 1:26.523 | 1:26.534 | 7    |
| 8                   | 16  | シャルル・ルクレール         | フェラーリ                         | 1:27.427 | 1:26.709 | 1:26.614 | 8    |
| 9                   | 23  | アレクサンダー・アルボン     | レッドブル-ホンダ                  | 1:27.153 | 1:26.642 | 1:26.669 | 9    |
| 10                  | 4   | ランド・ノリス               | マクラーレン-ルノー                | 1:27.217 | 1:26.885 | 1:26.778 | 10   |
| 11                  | 5   | セバスチャン・ベッテル       | フェラーリ                         | 1:27.612 | 1:27.078 |          | 11   |
| 12                  | 55  | カルロス・サインツ           | マクラーレン-ルノー                | 1:27.450 | 1:27.083 |          | 12   |
| 13                  | 8   | ロマン・グロージャン         | ハース-フェラーリ                  | 1:27.519 | 1:27.254 |          | 13   |
| 14                  | 31  | エステバン・オコン           | ルノー                             | 1:27.278 | 1:27.011 |          | 14 1 |
| 15                  | 63  | ジョージ・ラッセル           | ウィリアムズ-メルセデス            | 1:27.757 | 1:27.455 |          | 15   |
| 16                  | 26  | ダニール・クビアト           | アルファタウリ-ホンダ              | 1:27.882 |          |          | 16   |
| 17                  | 20  | ケビン・マグヌッセン         | ハース-フェラーリ                  | 1:28.236 |          |          | 17   |
| 18                  | 6   | ニコラス・ラティフィ         | ウィリアムズ-メルセデス            | 1:28.430 |          |          | 18   |
| 19                  | 99  | アントニオ・ジョヴィナッツィ | アルファロメオ-フェラーリ          | 1:28.433 |          |          | 19   |
| 20                  | 7   | キミ・ライコネン             | アルファロメオ-フェラーリ          | 1:28.493 |          |          | 20   |
| 107% time: 1:32.809 |     |                              |                                    |          |          |          |      |
| ソース:             |     |                              |                                    |          |          |          |      |

追記
- ^1 - オコンはQ1でラッセルのアタックを妨害したため、3グリッド降格及びペナルティポイント1点（合計1点）が科された[20][23]

## 決勝
2020年8月9日 14:10 BST(UTC+1)
- 気温24度、路面温度42度、ドライコンディション[24][25]。

ハードタイヤでスタートする権利を確保したマックス・フェルスタッペンが、スタートを決め3番手に浮上。そこから、自身のタイヤマネジメントとチームのレース戦略を駆使してレースでメルセデスを逆転し、今季初優勝を飾った。

### 展開
エステバン・オコンが予選で受けたペナルティ以外のグリッド変動はなし。タイヤ選択はグリッド上位10台のうち、マックス・フェルスタッペンのみがハードタイヤでスタートする権利を獲得。その他はミディアムタイヤを履いてのスタートとなる。11番手以降もソフトタイヤスタートはおらず、ミディアムタイヤがメイン。数台がハードタイヤでのスタートを選択した。
オープニングラップだが、ポールポジションのバルテリ・ボッタス(メルセデス)が順調にトップをキープ。2番手のルイス・ハミルトン（メルセデス）は、すぐさま首位を走るチームメイトを襲うが、逆転はできなかった。4番グリッドのニコ・ヒュルケンベルグ（レーシングポイント）は出足が鈍り、フェルスタッペンが3番手へ浮上。一方、セバスチャン・ベッテル(フェラーリ)はターン1でハーフスピンし、11番手から最後尾までポジションを落としてしまった。それ以外にも多少の順位変動はあるが、接触事故はなく2周目へ突入する。
メルセデスの2台が1.5秒前後のギャップを保ったまま周回を重ねるが、フェルスタッペンはハードタイヤでありながらもペースがよく、少しずつだが2台との差を縮めてゆく。逆にメルセデス勢はペースが上がらず、むしろ数周走っただけでペースダウンの兆候が出始め、10周目になるとトップ3が1秒前後のギャップでほぼ等間隔となった。
3番手フェルスタッペンは、チームからはタイヤを守るために距離を離せと指示が飛ぶが、フェルスタッペンは今が攻め時だと返し、ハミルトンを攻める。対してメルセデス勢はタイヤにブリスターが発生しており、ハミルトンは『リヤタイヤが終わった』と無線でチームへ報告。それを証明するかのようにボッタスが13周を終えたところでピットイン。ハミルトンも14周を終えたところでピットに飛び込んだ。
ヒュルケンベルグなど上位陣も続々とピットに入っていくが、ハードタイヤでスタートしたフェルスタッペンはピットインせず、そのままトップを走り、自己ベストを更新しながら、ボッタスとの差を広げてゆく。そのボッタスはピットアウト直後は速く、一旦は差を詰めたが、20周目を過ぎるころにはフェルスタッペンよりも遅いペースとなり、少しずつ差を広げられ、タイヤの扱いに苦しむ。
フェルスタッペンがピットに入ったのはレース折り返しの26周を終えたところ。装着したのはミディアムタイヤで、1ストップ戦略も視野に入れた。フェルスタッペンはボッタスの後ろでコースに復帰するも、タイヤのアドバンテージを活かしターン7ですぐさまオーバーテイクして首位を奪還。ボッタスとのギャップをコントロールしつつ、周回を重ねていった。
30周を過ぎると、タイヤに苦しむ各車が続々と2度目のピットストップを実施。そのままフィニッシュを目指すかと思われていたフェルスタッペンも猛プッシュし、33周目にピットイン。彼の後方にいたボッタスも同時にピットインする形となり、ともにハードタイヤを履いた。
これでハミルトンがトップに立つが、ハミルトンはチームに何度もタイヤは大丈夫かと聞く無線が流れたように、傍目から見ても左リヤタイヤはボロボロの状態。ただ、ペースはそれほど悪くなく、走行を継続した。フェルスタッペンはタイヤを守りながら、ハミルトンとの差を少しずつ詰めていく。ハミルトンはセーフティーカー導入の可能性も狙っていたが、限界を迎え、41周を終えたところでピットインし、ハードタイヤに交換した。
ハミルトンがコースに復帰したのは、シャルル・ルクレール（フェラーリ）の後ろ。ルクレールは、残り10周のところでも2回目のピットストップを行なっておらず、1ストップ戦略も視野に入れて走行していたことが結果的にポジションを上げることに成功することとなった。ハミルトンは猛烈なペースでルクレールに迫り、ルクレールのハードタイヤは25周以上走行しており、あまり大きな抵抗をできずに45周目にオーバーテイクを許した。
残り3周、ハミルトンはボッタスに追いつくと、チームからバトルの許可が出たことでチームメイトにプレッシャーをかけていく。ハミルトンの方がタイヤが若く、アドバンテージは歴然。50周目のウェリントンストレートでDRSを使い、ハミルトンがボッタスをオーバーテイクした。
ふたりのバトルを尻目に、フェルスタッペンは9秒以上のリードを築くと、そのまま更にリードを拡大し、最終的に2位ハミルトンに対し11秒の差を付け優勝。レッドブル・ホンダに今季初優勝をもたらした。メルセデスはフェルスタッペンおよびレッドブルの戦略に敗れ、開幕からの連勝が4で途絶えた。

### レース結果
| 順位    | No. | ドライバー                   | コンストラクター                   | 周回数 | タイム/リタイア原因 | Grid | Pts.  |
| ------- | --- | ---------------------------- | ---------------------------------- | ------ | ------------------- | ---- | ----- |
| 1       | 33  | マックス・フェルスタッペン   | レッドブル-ホンダ                  | 52     | 1:19:41.993         | 4    | 25    |
| 2       | 44  | ルイス・ハミルトン           | メルセデス                         | 52     | +11.326             | 2    | 19 FL |
| 3       | 77  | バルテリ・ボッタス           | メルセデス                         | 52     | +19.231             | 1    | 15    |
| 4       | 16  | シャルル・ルクレール         | フェラーリ                         | 52     | +29.289             | 8    | 12    |
| 5       | 23  | アレクサンダー・アルボン     | レッドブル-ホンダ                  | 52     | +39.146             | 9    | 10    |
| 6       | 18  | ランス・ストロール           | レーシング・ポイント-BWTメルセデス | 52     | +42.538             | 6    | 8     |
| 7       | 27  | ニコ・ヒュルケンベルグ       | レーシング・ポイント-BWTメルセデス | 52     | +55.951             | 3    | 6     |
| 8       | 31  | エステバン・オコン           | ルノー                             | 52     | +1:04.773           | 14   | 4     |
| 9       | 4   | ランド・ノリス               | マクラーレン-ルノー                | 52     | +1:05.544           | 10   | 2     |
| 10      | 26  | ダニール・クビアト           | アルファタウリ-ホンダ              | 52     | +1:09.669           | 16   | 1     |
| 11      | 10  | ピエール・ガスリー           | アルファタウリ-ホンダ              | 52     | +1:10.642           | 7    |       |
| 12      | 5   | セバスチャン・ベッテル       | フェラーリ                         | 52     | +1:13.370           | 11   |       |
| 13      | 55  | カルロス・サインツ           | マクラーレン-ルノー                | 52     | +1:14.070           | 12   |       |
| 14      | 3   | ダニエル・リカルド           | ルノー                             | 51     | +1 Lap              | 5    |       |
| 15      | 7   | キミ・ライコネン             | アルファロメオ-フェラーリ          | 51     | +1 Lap              | 20   |       |
| 16      | 8   | ロマン・グロージャン         | ハース-フェラーリ                  | 51     | +1 Lap              | 13   |       |
| 17      | 99  | アントニオ・ジョヴィナッツィ | アルファロメオ-フェラーリ          | 51     | +1 Lap              | 19   |       |
| 18      | 63  | ジョージ・ラッセル           | ウィリアムズ-メルセデス            | 51     | +1 Lap              | 15   |       |
| 19      | 6   | ニコラス・ラティフィ         | ウィリアムズ-メルセデス            | 51     | +1 Lap              | 18   |       |
| Ret     | 20  | ケビン・マグヌッセン 1       | ハース-フェラーリ                  | 43     |                     | 17   |       |
| ソース: |     |                              |                                    |        |                     |      |       |

追記
- ^FL - ファステストラップの1点を含む
- ^1 - マグヌッセンはターン15でラティフィと接触した件の責任を問われ、5秒ペナルティ及びペナルティポイント2点（合計3点）が科された[28]

優勝者マックス・フェルスタッペンの平均速度
230.513 km/h (143.234 mph)
ファステストラップ
- ルイス・ハミルトン - 1:28.451 (43周目)

ラップリーダー
太字は最多ラップリーダー
- バルテリ・ボッタス - 13周 (1-13)
- ルイス・ハミルトン - 10周 (14, 33-41)
- マックス・フェルスタッペン - 29周 (15-32, 42-52)

## 第5戦終了時点のランキング
|         | 順位 | ドライバー                 | ポイント |
| ------- | ---- | -------------------------- | -------- |
|         | 1    | ルイス・ハミルトン         | 107      |
| 1       | 2    | マックス・フェルスタッペン | 77       |
| 1       | 3    | バルテリ・ボッタス         | 73       |
| 1       | 4    | シャルル・ルクレール       | 45       |
| 1       | 5    | ランド・ノリス             | 38       |
| ソース: |      |                            |          |

|         | 順位 | コンストラクター                   | ポイント |
| ------- | ---- | ---------------------------------- | -------- |
|         | 1    | メルセデス                         | 180      |
|         | 2    | レッドブル-ホンダ                  | 113      |
| 1       | 3    | フェラーリ                         | 55       |
| 1       | 4    | マクラーレン-ルノー                | 53       |
|         | 5    | レーシング・ポイント-BWTメルセデス | 41       |
| ソース: |      |                                    |          |

- 注：ドライバー、コンストラクター共にトップ5のみ表示。